# KkStB 5 sorozatú szerkocsi
A kkStb 5 sorozatú szerkocsi egy szerkocsisorozat volt az osztrák Császári és Királyi Osztrák Államvasutaknál (k.k. österreichischen Staatsbahn, kkStB) melyek eredetileg a Prag-Duxer Eisenbahn-tól. (PD) származtak.
A PD 1884-ben öt szerkocsit szerezte be a Floridsdorfi Mozdonygyártól  és hármat a1886-ban a Ringhoffer Prága-Smiocov-i gyárától.
Az PD 1892-es államosítása után a kkStB a szerkocsikat az 5 szerkocsisorozatba osztotta be  és továbbra is a PD eredetű mozdonyokkal üzemeltette. Az első világháború után  a szerkocsik a mozdonyokkal együtt a Csehszlovák Államvasutakhoz (ČSD) kerültek.

## A szerkocsik műszaki adatai
| PD TU / kkStB 5            | PD TU / kkStB 5 | PD TU / kkStB 5 | PD TU / kkStB 5 |
| Műszaki adatok             | Műszaki adatok  | Műszaki adatok  | Műszaki adatok  |
| -------------------------- | --------------- | --------------- | --------------- |
| Pályaszám:                 | 5.01–03, 05     | 5.04            | 5.06–08         |
| Tengelyek száma:           | 2               | 2               | 2               |
| Tengelytávolság:           | 2.200 mm        | 2.200 mm        | 2.200 mm        |
| Kerékátmérő:               | 995 mm          | 995 mm          | 995 mm          |
| Vízkészlet:                | 8,0 m³          | 7,3 m³          | 8,0 m³          |
| Tüzelőanyagkészlet:        | 4,5 m³          | 4,5 m³          | 4,5 m³          |
| Üres tömeg:                | 6,8 t           | 6,8 t           | 6,8 t           |
| Szolgálati tömeg:          | 18,0 t          | 17,5 t          | 18,0 t          |
| Kapcsolt mozdonyok típusa: | 77              | 77              | 77              |

## Fordítás
- Ez a szócikk részben vagy egészben  a   kkStB Tenderreihe 5 című német Wikipédia-szócikk fordításán alapul.  Az eredeti cikk szerkesztőit annak laptörténete sorolja fel. Ez a jelzés csupán a megfogalmazás eredetét és a szerzői jogokat jelzi, nem szolgál a cikkben szereplő információk forrásmegjelöléseként.